# Georgiana Houghton
Pour les articles homonymes, voir Houghton.
Georgiana Houghton (1814-1884) est une artiste britannique et une spirite. 

## Biographie
Georgiana Houghton naît à Las Palmas de Gran Canaria, puis déménage à Londres. Elle commence à produire des dessins d'esprits en 1859 lors de séances privées de spiritisme. Elle expose ses dessins à l'aquarelle à la New British Gallery de Bond Street, à Londres, en 1871. 
Elle s'associe avec le photographe spirituel frauduleux Frederick Hudson pour vendre des reproductions de ses photographies,. 
En 1882, elle publie Chronicles of the Photographs of Spiritual Beings and Phenomena Invisible to the Material Eye. Le livre comprend de prétendues photographies spirites de Georgiana Hudson et d'autres photographes mettant en vedette des médiums tels que Agnes Guppy-Volckman, Stainton Moses et les spiritualistes Alfred Russel Wallace et William Howitt. Les photographies du livre sont critiquées par l'historien de la magie Albert A. Hopkins. Il note l'aspect douteux des photographies, qui peuvent facilement être produites par des méthodes frauduleuses. 
En avril 2015, le musée d'art de l'Université Monash organise l'exposition Believe not every spirit, but try the spirits, qui comprend 25 aquarelles abstraites de Georgiana Houghton de la collection de la Victorian Spiritualist Union. En juin 2016, le Courtauld Institute of Art réalise une exposition intitulée Spirit Drawings, qui présente un certain nombre d'œuvres d'art de l'artiste. 

## Spiritualisme
Georgiana Houghton est une figure importante du mouvement spiritualiste de l'époque victorienne. Elle commence la création de ses images spirituelles avec le dessin, puis elle utilise l’aquarelle. Elle travaille avec un processus automatique où elle se laisse guider par des influences spirituelles lors de séances, une démarche reprise par les surréalistes au 20esiècle. Ses premières œuvres ont comme sujet des fleurs et des fruits extrêmement stylisés, en raison de la formation artistique que les femmes de classe bourgeoise reçoivent à l’époque. Au fil de ses expérimentations stylistiques, elle choisit l’abstraction complète, près de soixante ans avant Kandinsky et Malevitch. Son choix de travailler avec des formes abstraites découle du côté spirituel de ses œuvres. Elle n’illustre pas des formes du monde physique, mais une expérience spirituelle invisible et subjective, ce qui est difficilement représentable avec des objets naturels.  Le concept d'abstraction n’est pas dans le vocabulaire de l’époque, il n'apparaîtra qu’au 20esiècle. Le public du 19esiècle ne sait donc pas comment interpréter ce type d’images et les critiques de ses œuvres sont mitigées. Les différentes formes et couleurs font partie du « symbolisme sacré » de Georgiana Houghton et ont une signification pour l’artiste. Tout au long de sa carrière, ses compositions se complexifient. Elle incorpore de plus en plus de formes, de couches et ajoute de plus en plus de détails.

## Expositions
En 1871, elle expose 155 aquarelles à la New British Gallery à Londres dans une exposition intitulée Spirit Drawings in Water Colours.
En avril 2015, l'Université de Monash organise l'exposition Believe not every spirit, but try the spirits qui présente 25 aquarelles.
En juin 2016, le Courtault Institute of Art réalise l'exposition Georgiana Houghton: Spirit Drawings.

## Galerie

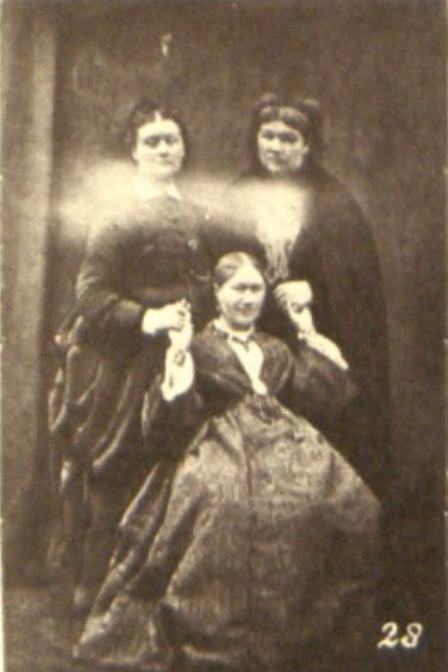
Mrs Tebb (gauche), Georgiana Houghton (centre), Agnes Guppy-Volckman (droite)
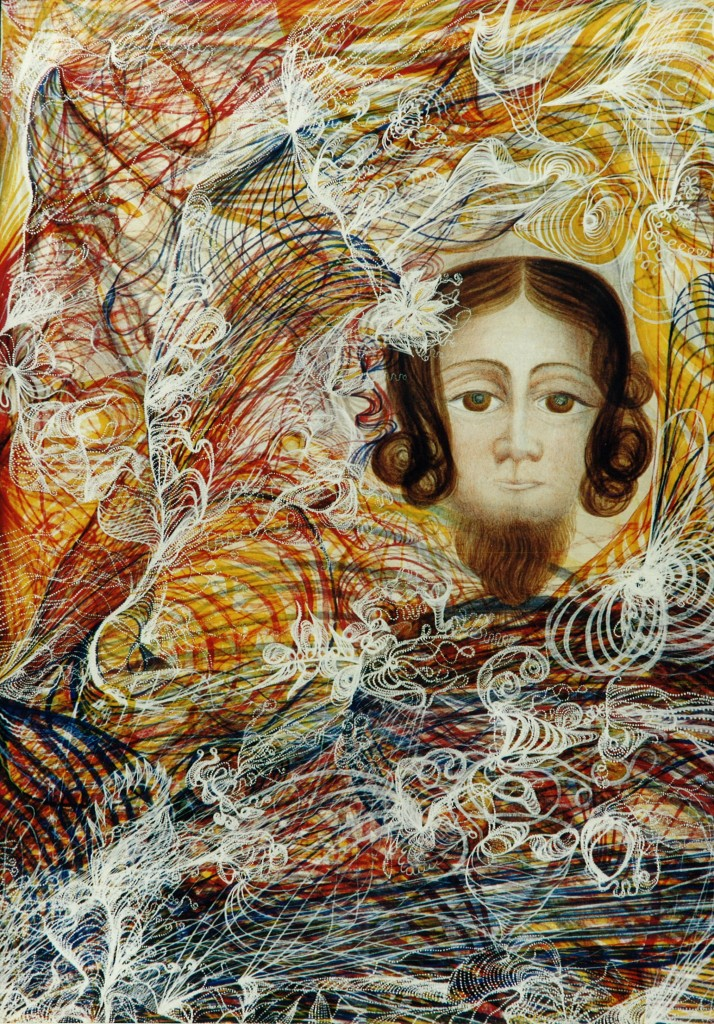
Portrait de notre Seigneur Jésus-Christ, Courtauld Institute of Art Gallery
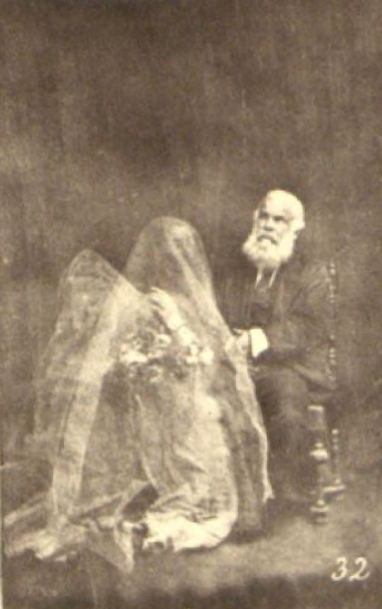
Photographie de Georgiana Houghton, publiée dans le livre Chronicles of the Photographs of Spiritual Beings and Phenomena Invisible to the Material Eye  et montrant Alexander Calder.

## Publications
- Chronicles of the Photographs of Spiritual Beings and Phenomena Invisible to the Material Eye (1882)
- Evenings at Home in Spiritual Séance (1882)